# André Greck
 (novembre 2010).
Si vous disposez d'ouvrages ou d'articles de référence ou si vous connaissez des sites web de qualité traitant du thème abordé ici, merci de compléter l'article en donnant les références utiles à sa vérifiabilité et en les liant à la section « Notes et références ».
André Greck est un sculpteur français, né le 24 février 1912 à Alger et mort le 11 octobre 1993 à Andilly (Val-d’Oise).

## Biographie
André Greck, à partir de 1925, poursuit ses études au lycée Bugeaud d'Alger. Il fréquente l'atelier du sculpteur Camille Alaphilippe et celui du peintre Léon Cauvy à l'École des beaux-arts d'Alger. À Alger, de 1926 à 1930, il réalise de nombreux bustes dont ceux de : Vinson, André Godin, Gardel, Jean Degueurce, Charles Seiberraset son épouse…
En 1930, il obtient une bourse du gouvernement général de l'Algérie pour aller étudier à Paris. Il entre dans l'atelier de Jean Boucher à l'École des Beaux-Arts de Paris (reçu premier au concours d'admission). Toute sa vie, Greck sera redevable à Jean Boucher de lui avoir transmis la sacralisation de l'art. Dès 1932, il expose à l'Alhambra d'Alger. En 1934, il reçoit le premier prix Chenavard avec Jeanne d'Arc bergère et remporte la même année la médaille d'argent au Salon des artistes français et le premier prix Doublemard avec Les Bretonnes.
En 1935, il est deuxième grand prix de Rome de sculpture avec Jésus dépouillé de ses vêtements et grand prix artistique de l'Algérie (Jeanne d'Arc bergère). En 1936, il est premier grand Prix de Rome de sculpture avec un chrétien livré aux bêtes, il est alors le seul premier prix de Rome de la France d'Outre-Mer. Il sera pensionnaire à la Villa Médicis à Rome, de 1937 à 1939. Nombreux bustes dont celui du prince de Broglie, de Carcopino, d'Edmonde Charles-Roux, du peintre Fontanarosa — prix de Rome de peinture — qui fit de son côté un portrait de Greck, Jean-Claude Ibert, Bozza (prix de Rome de musique), Derrey (prix de Rome de gravure)... Retournant souvent à Paris, il fréquente assidûment le musée Antoine Bourdelle où il s'efforce à déchiffrer la statuaire et cherche à connaître la science de ce grand maître.
1940, marque l'année de son retour en Algérie. Il réalise une Jeanne d'Arc à El Affroun. 
En 1942, il se marie avec Annie Ballestéros et auront une fille, Anne.
En 1950, il réalise le monument à Marcel Cerdan au stade Marcel Cerdan d'Alger et emménage dans son atelier de Kouba dans la banlieue d'Alger. En 1962, son atelier de 120 m2, rempli d'œuvres et d'outillage (pillés le 5 juillet) — à Kouba — est transformé en annexe provisoire des beaux-arts sans être nationalisé et repris par le sculpteur Adane Mustapha en 1964.
De retour en France, il est nommé professeur de dessin à l'École Nationale des Beaux-Arts de Dijon, il y enseigne jusqu'en 1972. Sa statue de Monseigneur Affre qui se trouve à Affreville en Algérie d'un poids de 4 tonnes et d'une hauteur de 2,40 m est rapatriée à Saint-Rome-de-Tarn dans l'Aveyron, patrie de Monseigneur Affre. Elle est inaugurée en 1974 par Monseigneur Marty.
Il est nommé professeur de dessin à l'École nationale supérieure des Beaux-Arts de Paris en 1965, il enseigne au Cours Yvon jusqu'à sa retraite en 1981.
Le 25 février 1973 est inauguré à Nice un monument à la mémoire des rapatriés d'Algérie, une main géante tient une urne dans laquelle fut déposée de la terre du pays perdu.
Il remporte, en 1976, un concours pour la commande d'un monument à la résistance polonaise pendant la seconde guerre mondiale. Le thème est un combattant polonais expirant, soutenu par l'allégorie de la Victoire. Le monument est inauguré le 13 janvier 1978, place de Varsovie à Paris, en présence de nombreux journalistes polonais et dans la totale indifférence des médias français. Un modèle en plâtre du monument se trouve au musée de Krakovy.
La mort de son épouse, en 1980, le fait tomber dans une grave crise morale. Soutenu par sa famille, un de ses élèves et quelques amis, il mise en sa passion pour l'art pour l'aider à reprendre goût à la vie. En 1981, il termine le buste de Jacques Brel qui lui a été commandé par Georges Brassens. Le chanteur belge étant mort, Greck réunit une très importante documentation sous tous les angles afin de réaliser son œuvre d'après photos. Doutant en permanence, le sculpteur fournit un très gros effort, allant jusqu'à se réveiller en peine nuit et se rendre à son atelier (situé à 500 mètres de chez lui) pour une retouche. 
Il réalise, en 1983, le monument au Maréchal Juin inauguré place d'Italie à Paris puis en 1987, le buste de Georges Brassens, réalisé par Greck, est installé parc Georges-Brassens à Paris.

## Œuvres dans les musées
- Orléans - Musée des Beaux Arts, Paris - musée Carnavalet, Paris - Hôtel national des Invalides - musée de l'armée, Paris - ministère des Anciens combattants, Paris - église, Perpignan - musée de la culture algérianiste, Port-Vendres - la redoute Béar, Semur-en-Auxois - musée municipal, Aix-en-Provence - maison Alphonse Juin, Argenton-sur-Creuse - musée municipal, Autun - musée Rolin, Bordeaux - Centre national Jean Moulin, Bordeaux - musée militaire, Boulogne-Billancourt - Musée des Années trente, Fréjus - Musée des troupes de marine, Kremlin-Bicetre - Maison de retraite Antoine Lacroix, Mont-de-Marsan - Musée Despiau Wlerick.
- Musée national des beaux-arts d'Alger.

## Son enseignement
Rigoureux et très dur envers lui-même, André Greck ne ménageait pas ses élèves ; mais généreux dans ses conseils il divulguait l'essentiel du métier de l'artiste, c'est-à-dire des lois immuables. Par son énergie et sa foi, il propulsait le jeune artiste dans une autre dimension. Son caractère passant par de redoutables périodes de dépression pouvait aussi en faire voir de toutes les couleurs à cet élève-confident. Il forma ainsi de futurs professionnels : Pierre Delorme, Guillaume Le Baube, Hélène de Jessé. 

## Distinctions
- Officier d'Académie
- Chevalier de la Légion d'honneur
- Commandeur de l'Ordre du Mérite de la République populaire de Pologne (pl)

## Œuvres passées en salles des ventes
- Sabourin à Châtellerault : Les Bretonnes, terracotta, hauteur 44 cm (14 novembre 2004)